# Тауфик, Ахмед Халед
Ахмед Халед Тауфик Фарраг (араб. أحمد خالد توفيق‎, Ahmed Khaled Tawfik; 10 июня 1962 — 2 апреля 2018) — египетский врач и писатель, написавший более 200 карманных книг в мягкой обложке как на египетском арабском, так и на классическом арабском языке. Он был первым современным автором в арабоязычном мире, работавшим в жанрах ужасов, фэнтези и научной фантастики, а также исследовавшим жанр медицинских триллеров. Многие считают Тауфика одним из самых влиятельных писателей своего времени. Его наследие оказало влияние на тысячи арабоязычных авторов.

## Биография
Тауфик родился 10 июня 1962 года в североегипетском городе Танта. В 1985 году он окончил медицинский факультет Университета Танта, а в 1997 году получил докторскую степень.
По собственному признанию Ахмеда Тауфика, первые рассказы он начал писать в возрасте 10 лет и написал более полтысячи произведений. После многих лет писания «в стол» у него накопилось множество рукописей рукописей, пока друзья не убедили его отправить их издателям.

## Произведения
По собственному признанию Ахмеда Тауфика, первые рассказы он начал писать в возрасте 10 лет и написал более полтысячи произведений. После многих лет писания «в стол» у него накопилось множество рукописей рукописей, пока друзья не убедили его отправить их издателям.
В 1992 году он присоединился к издательской компании Modern Arab Association и в следующем году принялся за свою первую серию романов. В январе 1993 года он опубликовал первое произведение из его серии Ма Waraa Аль Tabiaa (араб. ما وراء الطبيعة‎), что переводится как «Сверхъестественное» или «Паранормальное».
Его серия «Фантазия» была первой в своем роде, где молодые люди знакомятся с известными литературными произведениями посредством интерактивной презентации. «Фантазия» представила читателям широкий спектр тем — от Артура Конан Дойля и сикхизма до Федора Достоевского и мафиози из «Коза ностры».
Другие его работы включают:
- Арабский перевод романа Чака Паланика «Бойцовский клуб»[10].
- «Утопия» (2008) рассказывает о египетском народе, живущем в антиутопическом и утопическом обществах, разделённом стенами. Повествуя о Египте будущего, разделённом на две касты, этот политический роман отражает Египет таким, каким он становится — с огромным социальным неравенством и разрывом между богатыми и бедными и без среднего класса[11]. Существовали планы экранизировать книгу, сделав по ней масштабный фильм с запланированной датой выхода на 2017 год[12], однако проект так и не был реализован.
- Политическую окраску имеют и такие романы Тауфика, как «Эль-Синга» (египетский сленг для слова «Нож»)[13] и «Точь-в-точь как Икар»[14].

Он также писал периодические статьи для журналов и сетевых ресурсов, таких как El Destoor и Rewayty. Стиль письма Тауфика понравился как египетской, так и более широкой арабоязычной аудитории, что принесло ему популярность в Египте и на Ближнем Востоке в целом.
В романах Тауфика обычно представлены египетские персонажи, но действие происходит как в Египте, так и по всему миру. Некоторые из его персонажей полуавтобиографичны — при их создании Тауфик опирается на личный опыт; поклонники считают его их «крестным отцом» и чаще всего отождествляют его с персонажем Рефата Исмаила.

## Персонажи

### Рефат Исмаил
Доктор Рефат Исмаил — главный герой Ma Waraa Al Tabiaa. Он — саркастичный стареющий интеллигент, профессор медицины и скептик, на пути которого постоянно случаются злоключения, дурные предзнаменования и разного рода паранормальные явления. Этот нехарактерный для приключенческой литературы персонаж широко любим поклонниками египетских карманных романов. 

### Ала Абдель Азим
Алаа Абдель Азим — главный герой серии «Сафари». Это молодой египетский врач, работающий на вымышленное медицинское учреждение под названием Сафари с филиалами в африканских странах. Единственная цель «Сафари» — охота на болезни. Персонаж женат на канадском педиатре Бернадетт Джонс. Это остроумный, нервный, далеко не лучший, но быстро учащийся медик. 

### Абир Абдель Рахман
Абир Абдель Рахман — главный герой серии «Фантазия». Она простая египетская домохозяйка со средней внешностью, зато начитанная. Она выходит замуж за программиста Шерифа, который изобрел высокотехнологичное устройство DG-2 (Генератор снов-2), которое может материализовать уже существующие человеческие знания в сны. С помощью устройства у Абир есть шанс участвовать в любой известной ей истории. 

## Смерть

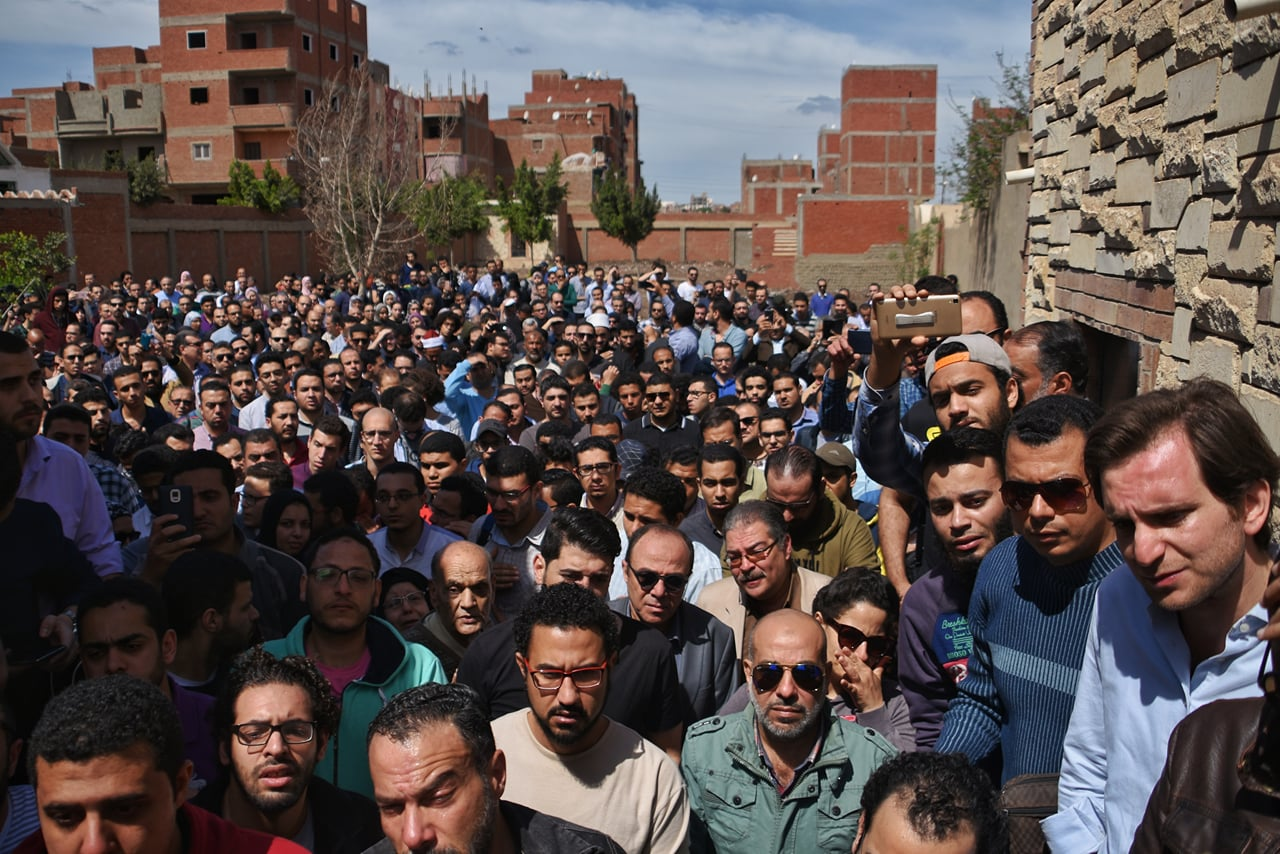
Многолюдная похоронная процессия на похоронах писателя

Ахмед Халед Тауфик умер 2 апреля 2018 года в больнице Эль-Демердаш в Каире. В тот день ему сделали операцию по абляции сердца, чтобы исправить его длительную аритмию. Сообщалось, что непосредственной причиной смерти стала остановка сердца из-за фибрилляции желудочков, которая возникла через несколько часов спустя пробуждения после операции.

## Признание
- В апреле 2018 года египетская рок-группа Cairokee выпустила песню под названием «Он больше не ребёнок» (ما عاد صغيرا), основанную на текстах из стихотворения доктора Тауфика 1987 года «Коронарные артерии» (شرايين تاجية)[19].
- 10 июня 2019 года, к 57-летию Тауфика, ему был посвящён дудл Google[20].
- 5 ноября 2020 года Netflix выпустил сериал «Паранормальные явления[англ.]» (Paranormal) — адаптацию из шести частей цикла Ахмеда Халеда Тауфика о докторе Рефате Исмаиле Ma Waraa Al Tabiaa, которая стала первым оригинальным египетским сериалом потокового сервиса.